# Estación de El Carrión
El Carrión es un apeadero ferroviario situado en el municipio español de Monzón de Campos, en la provincia de Palencia, comunidad autónoma de Castilla y León. Dispone de servicios de Media Distancia operados por Renfe.

## Situación ferroviaria
La estación se encuentra en el punto kilométrico 310,601 de la línea férrea de ancho ibérico Palencia-Santander a 750 metros de altitud, entre las estaciones de Monzón de Campos y Amusco. Históricamente dicho kilometraje se corresponde con el trazado Madrid-Santander por Palencia y Alar del Rey. 

## Servicios ferroviarios

### Media Distancia
Los trenes de Media Distancia que unen Valladolid con Santander tienen parada en la estación. La frecuencia mínima es de dos trenes diarios en ambos sentidos. La relación Valladolid-Reinosa no tiene equivalente en sentido contrario. 
| Línea MD | Servicio        | Origen/Destino          | Paradas intermedias | Destino/Origen          |
| -------- | --------------- | ----------------------- | --- | ----------------------- |
| 20       | Regional Exprés | Valladolid-Campo Grande | Valladolid-Universidad · Cabezón de Pisuerga · Corcos-Aguilarejo · Cubillas de Santa Marta · Dueñas · Venta de Baños · Palencia · Monzón de Campos · El Carrión · Amusco · Piña · Frómista · Osorno · Espinosa de Villagonzalo · Herrera de Pisuerga · Alar del Rey · Mave · Aguilar de Campoo · Quintanilla de las Torres · Mataporquera · Reinosa · Bárcena · Los Corrales de Buelna · Torrelavega · Renedo · Maliaño · Valdecilla | Santander               |
| 20       | Regional Exprés | Valladolid-Campo Grande | Valladolid-Universidad · Cabezón de Pisuerga · Corcos-Aguilarejo · Cubillas de Santa Marta · Dueñas · Venta de Baños · Palencia · El Carrión · Piña · Frómista · Osorno · Espinosa de Villagonzalo · Herrera de Pisuerga · Alar del Rey · Aguilar de Campoo · Mataporquera · Reinosa · Bárcena · Los Corrales de Buelna · Torrelavega · Renedo · Maliaño · Valdecilla                                                                | Santander               |
| 20       | Regional Exprés | Santander               | Valdecilla · Maliaño · Renedo · Torrelavega · Los Corrales de Buelna · Bárcena · Reinosa · Mataporquera · Aguilar de Campoo · Alar del Rey · Herrera de Pisuerga · Espinosa de Villagonzalo · Osorno · Frómista · Piña · El Carrión · Palencia · Venta de Baños · Valladolid-Universidad | Valladolid-Campo Grande |